# K-Salat
K-Salat er et dansk fødevaremærke for pålægssalater, mayonnaise, remoulade m.v., der er ejet af Stryhns Gruppen. K-Salat A/S var fra 1971 - 2002 en dansk fødevarevirksomhed beliggende i Havnsø i Nordvestsjælland. 

## Historie
K-salat blev oprindeligt grundlagt som "Københavns Salatfabrik ved Jacobsen og Nielsen" i 1937 af Johannes Peter Christian Nielsen og Hilmar Marius Jacobsen på Strandboulevarden i København. I 1974 skiftede virksomheden navn til K-Salat, da Niels Jørgen Frank overtog virksomheden. 
Efter flere ejerskifter blev fødevaremærket den 1. august 2005 købt af det norske firma Rieber & Søn. Rieber & søn blev opkøbt af Orkla i 2013. I 2017 blev K-Salat frasolgt til Agra.
K-Salat beskæftiger 175 ansatte og eksporterer en del af sine produkter til Sverige. På det danske marked har K-Salat en markedsandel på ca. 55 procent.